# Роджерс, Николас (актёр)
Николас Роджерс (англ. Nicholas Rogers; род. 6 марта 1969, Сидней) — австралийский актёр и фотомодель.

## Биография
Николас и двое его братьев — старший Стив и младший Тим — росли около Сиднея. Тим (Тимоти Кеннет Роджерс) является лидером группы Jack Ladder, популярной в Австралии. 
С юных лет Николас мастерски умел «ловить волну», часами упражняясь на серфинговой доске, не раз занимал первые места в соревнованиях. На какое-то время океан буквально стал его домом. Будущий Тарабас и Злой рок с ранних лет проявлял бунтарский характер. В 10 лет он бежал из дома, после чего был отправлен в школу-интернат. Когда Роджерсу было 17 лет, его, рослого (1,9 м) атлетично сложенного серфера с выгоревшими русыми волосами, заметил фотограф, который и сделал первые снимки будущей модели. Их, конечно же, заметили, и два года Роджерс работал в американском агентстве моды, моделью джинсов. В модельном бизнесе Николас работал с «Lagerfeld», «Ray-Ban», «Chiemsee», «Dolce & Gabbana», «Armani» и «Versace». В 1993 году итальянский режиссёр Ламберто Бава обратил внимание на него и предложил роль Тарабаса в телефильме «Пещера золотой розы», за который Николас Роджерс получил престижную премию «Pop Rocky Award» (Германия), как лучший актер 1998 года. На этом сотрудничество с Бава не закончилось, а наоборот — вылилось в несколько проектов, самым успешным из которых стал вышедший в 1999 году четырёхсерийный сериал Пираты (Caraibi). Николас с детства отлично нырял и плавал, не подозревая, что эти умения здорово пригодятся ему на съемках этого сериала. На роль пирата Злого Рока/Ферранте Николас, со своей внешностью, душой бунтаря, любовью к морю и независимости, подошел как никто другой. Казалось, это не игра актёра, а реинкарнация, как будто дух бесстрашного пирата вселился в него. Про Джека-Воробья тогда никто слыхом не слыхивал, и многие поклонники до сих пор считают, что именно Николас смог создать цельный и многогранный образ благородного морского разбойника, способного на верность женщине, другу, стихии…
В 2005 году он снялся в короткометражном фильме «Лезвие бритвы» — короткие семь минут без диалогов, снятые в пост-апокалиптическом Австралии. Фильм был выпущен в 2006 году на крупнейшем фестивале короткометражных фильмов, «Sony» Tropfest, где он вошёл в число 16 финалистов из 792, участвовавших в конкурсе. Этот фильм является последним, где мы видели Николаса Роджерса в качестве актера, решившего уйти из мира развлечений.

## Личная жизнь
С марта 2007 года Николас женат на Анджеле Роджерс, с которой воспитывает сына Джеймса, родившегося в ноябре 2007 года. В настоящее время он живет в Сиднее с женой и сыном, имеет значительный успех с собственной компанией, занимающейся производством и сбытом дизайнерской мебели, которой обставлены самые известные магазины одежды и рестораны.
В очень редких интервью, он рассказывал о своем увлечении бильярдом, об огромной коллекции (около 600) дисков рок-музыки, в которой собраны все записи любимой Николасом группы Nirvana. Он умеет играть на гитаре. Любимая актриса Николаса — Одри Хепбёрн, а любимым городом он называет Париж.
Страстные поклонницы Николаса по всему миру открыли много интернет-кампаний, чтобы побудить его возвращение к актерской карьере, но люди, которые его знают (актеры и режиссёры, которые работали с ним) говорят, что он наслаждается своей тихой жизнью и не собирается возвращаться в кино.

## Фильмография
| Год       |    | Русское название    | Оригинальное название        | Роль                          |
| --------- | -- | ------------------- | ---------------------------- | ----------------------------- |
| 1993—1994 | с  | Пещера золотой розы | Fantaghirò                   | Тарабас                       |
| 1997      | тф | Принцесса и нищий   | La principessa e il povero   | Адемаро                       |
| 1998      | ф  | Лауры здесь нет     | Laura non c'è                | Лоренцо                       |
| 1999      | с  | Пираты              | Caraibi                      | Ферранте «Злой Рок» Альбрицци |
| 2000      | тф | Мария, дочь её сына | Maria, figlia del suo figlio | Иисус                         |
| 2005      | ф  | Лезвие бритвы       | The Razor's Edge             | Безымянный                    |